# Bayerischer Umweltpreis
Der Bayerische Umweltpreis der Bayerischen Landesstiftung ist ein Umweltpreis, der seit 1985 verliehen wird.
Mit diesem Preis, der mit 30.000 Euro dotiert ist, werden hervorragende Leistungen auf dem Gebiet des Umweltschutzes gewürdigt, insbesondere praktische und wissenschaftliche Leistungen, die in besonderem Maße zur Erhaltung und Verbesserung der Umwelt beitragen und zugleich einen engen Bezug zu Bayern haben. Im Wesentlichen werden Beiträge aus folgenden Gebieten berücksichtigt:
- Technischer Umweltschutz, wie Abfallwirtschaft, Wassereinsparung, Lärmschutz
- Naturschutz
- Umweltbildung und Bildung für nachhaltige Entwicklung

Ebenso in Frage kommen Leistungen mit Bezug zum Klimaschutz oder im Bereich des ökologisch nachhaltigen Wirtschaftens oder im Umweltmanagement. Ehrenamtliches Engagement für die Umwelt kann bei der Vergabe des Preises eine besondere Rolle zukommen. Der Preis kann an Einzelpersonen oder an Gruppen, unabhängig von der Rechtsform, vergeben werden. Die Preisverleihungen waren für 2003 und 2004 ausgesetzt.
Durchführungsorgan ist das Bayerische Landesamt für Umwelt (LfU).

## Preisträger (Auswahl)
| Jahr | Preisträger | Grund der Verleihung |
| ---- | --- | --- |
| 1988 | Gunter Steinbach | für die Gründung der Aktion Ameise |
| 1998 | Rauschert Verfahrenstechnik GmbH und Franz Mayinger                                                                      | (kompakte Rauchgasreinigungsanlage) |
| 1998 | Arbeitsgemeinschaft Fischotterschutz                                                                                     | für die vorbildliche Arbeit und ihr Engagement |
| 1999 | INTECH BTS, Biotechnische Systeme GmbH in Rimpar und Roland Benz                                                         | für die Regelung von Kläranlagen, die nach dem Belebtschlammverfahren arbeiten |
| 1999 | Arbeitsgemeinschaft Naturgemäße Waldwirtschaft (ANW), Landesgruppe Bayern                                                | |
| 2000 | Rottaler Modell der dezentralen Biomüllvergärung                                                                         | |
| 2000 | Initiativkreis Ökomodell Schleching                                                                                      | |
| 2001 | Gemeinden Wildpoldsried und Greußenheim                                                                                  | |
| 2001 | Landesbund für Vogelschutz in Bayern                                                                                     | |
| 2002 | Studiosus Reisen, München                                                                                                | |
| 2002 | Deutscher Alpenverein – Beauftragter für Naturschutz und Klettern mit Interessengemeinschaft Klettern e.V.               | |
| 2005 | Otto Siebeck | für sein langjähriges Engagement im Natur- und Umweltschutz |
| 2005 | Gemeinde Bad Füssing | Pilotprojekt CO2-Minderung in der Therme I |
| 2005 | Erhard Dörr, Kempten | |
| 2006 | BUND, Kreisgruppe Neustadt/Aisch – Bad Windsheim                                                                         | |
| 2006 | bfm Umwelt-Beratung-Forschung-Management GmbH, Augsburg                                                                  | |
| 2007 | Gemeinde Ascha, Lkr. Straubing-Bogen                                                                                     | „Kommunaler Klimaschutz / Nachhaltigkeitskonzept“ |
| 2007 | Montessori Verein Landkreis Erding e.V.                                                                                  | „Erstellung eines Schulhauses in Passivbauweise“ |
| 2007 | Gemeinden Schwenningen und Blindheim, Lkr. Dillingen a. d. Donau                                                         | „Erhaltung des Lebensraumes im schwäbischen Donauried“ |
| 2008 | Landesbund für Vogelschutz                                                                                               | Projekt Eglinger Filze |
| 2008 | RegLog Kooperation Citylogistik in Regensburg                                                                            | |
| 2008 | Umweltinformationszentrum Lindenhof (LBV)                                                                                | Projekt „Regenbogen – Soziale Integration neuer Zielgruppen in die Umweltbildung“ |
| 2009 | Jugend-Umwelt-Station KJG Haus Schonungen                                                                                | für die Umweltbildung mit dem Klimobil |
| 2009 | Fella Maschinenbau GmbH                                                                                                  | für ihre DIVE-Turbine |
| 2009 | Hans Kupfer & Sohn GmbH & Co. KG                                                                                         | für ihre Werkskläranlage |
| 2010 | Klinikum Kulmbach | für ihr Projekt „Umweltfreundliches Rechenzentrum“ |
| 2010 | Landschaftspflegeverband VöF Kelheim                                                                                     | als Vorreiter für inzwischen 52 weitere LPV in Bayern |
| 2010 | Stadt Weilheim | für ihr Projekt „Mobilitätskompass zur Verringerung des motorisierten Individualverkehrs und CO2-Ausstoßes“ |
| 2011 | Bäckerei Rager in Ansbach                                                                                                | für die Einführung und Umsetzung eines betrieblichen Umweltmanagement-Systems zur Reduzierung des CO2-Ausstoßes |
| 2011 | Oekom e.V. in München | für seine Aktivitäten zur Jugend-Umweltbildung |
| 2011 | Josef Freudig | für sein ehrenamtliches Engagement im Naturschutzbereich |
| 2012 | Südbayerisches Portland-Zementwerk Gebrüder Wiesböck & Co. GmbH in Rohrdorf                                              | für die Errichtung der weltweit ersten Tail-End SCR-Anlage in der Zementindustrie |
| 2012 | Landschaftspflegeverband Stadt Augsburg e.V. (LPVA)                                                                      | für das Beweidungsprojekt „Stadtwald Augsburg“ |
| 2012 | Evangelisch-Lutherische Kirche in Bayern                                                                                 | für die Einführung des kirchlichen Umweltmanagements „Der Grüne Gockel“ |
| 2013 | Regens Wagner Zell in Hilpoltstein                                                                                       | für den Einbezug von mehrfachbehinderten hörgeschädigten Menschen in ein umfassendes Nachhaltigkeitsmanagement und Zertifizierung der Institutionen nach EMASplus                                                       |
| 2013 | Stadtwerke Wunsiedel | für die Vision, Konzeption und Umsetzung der Smart Energie City Wunsiedel; ein umfassendes, strukturiertes und strategisch ausgerichtetes Gesamtkonzept zur Umsetzung der Energiewende                                  |
| 2013 | Arbeitsgruppe und aktiv Mitwirkende des „Modellprojektes Rottauensee“                                                    | für die Verminderung der Bodenerosion im Einzugsgebiet des Sees als integraler Beitrag zum Boden- und Gewässerschutz |
| 2014 | Abwasserreinigungsanlage Rödental (Lkr. Coburg)                                                                          | für die Beiträge zur Energiewende |
| 2014 | Bund Naturschutz, Kreisgruppe Mühldorf                                                                                   | für das Projekt „Büffel statt Bagger“ |
| 2014 | Lebensgemeinschaft Münzinghof (Lkr. Nürnberger Land)                                                                     | für „Nachhaltiges Wirtschaften und inklusive Gemeinschaft“ |
| 2015 | Stadt Coburg | für die autonome Heizungsregelung in Klassenzimmern |
| 2015 | Trägergemeinschaft Heide-Allianz Donau-Ries                                                                              | |
| 2015 | LAG Jugendsozialarbeit Bayern                                                                                            | für die Umweltbildung / Bildung zur Nachhaltigkeit in der Jugendsozialarbeit in Bayern |
| 2016 | Fraunhofer-Projektgruppe für Wertstoffkreisläufe und Ressourcenstrategie IWKS des Fraunhofer ISC                         | „Umweltfreundliches Recycling von Photovoltaikmodulen“ |
| 2016 | Umwelt-Akademie e.V. | „Partizipation und nachhaltige Lebensstile“ |
| 2016 | Trägergemeinschaft Bernrieder Vorsprung                                                                                  | „BayernNetzNatur Projekt: Bernrieder Vorsprung – Baumriesen, Naturerbe und Artenvielfalt am Starnberger See“ |
| 2017 | Caldatrac Industrieofenbau GmbH Co. KG                                                                                   | für die Errichtung einer außergewöhnlich energieeffizienten Werkhalle durch den Einsatz neuartiger und innovativer Materialien und Techniken                                                                            |
| 2017 | Green City e. V. | für das Projekt „Nachhaltiges Leben in der Stadt“ |
| 2017 | Georg Hartmann und Andreas Wimmer von der Fachgruppe Analytische Chemie der TU München                                   | für die weltweit ersten Messungen von Silbernanopartikeln unter Realbedingungen in der Umwelt |
| 2018 | Böhner-EH GmbH | für die Entwicklung eines innovativen Antriebs, der sich durch hohe realisierbare Stromeinsparung von 60 bis 90 Prozent gegenüber vorherrschenden Hydraulik-Systemen sowie einer vielfältigen Anwendbarkeit auszeichnet |
| 2018 | Bayerische Elektrizitätswerke GmbH                                                                                       | für die richtungsweisenden gewässerökologischen Maßnahmen zur Verbesserung der Durchgängigkeit der Iller |
| 2018 | Projektteam energie-AG                                                                                                   | für die zukunftsorientierten und innovativen Vorschläge zur Verbesserung der Abnahmepraxis bei Bauprojekten |
| 2019 | Schenker Industrie- und Städtereinigungs-GmbH                                                                            | für die hochwertige Wiederverwertung von Kunststoffen |
| 2019 | Landschaftspflegeverband Weidenberg & Umgebung e. V.                                                                     | für die Streuobstinitiative Apfel-Grips |
| 2019 | UmweltBank AG, Nürnberg                                                                                                  | |
| 2020 | Repulping Technology GmbH & Co. KG                                                                                       | für ihre „Repulping Technology“ – effizientes und hochwertiges Recycling von Faserstoff- und Verbundmaterialien |
| 2020 | Stiftung KulturLandschaft Günztal                                                                                        | für das ehrenamtliche Engagement in 30 Jahren Biotopverbund Günztal |
| 2020 | Forschungsgruppe „PedeListics“ der TH Nürnberg Georg Simon Ohm                                                           | für das angewandte Forschungsprojekt zur Umstellung gewerblicher und kommunaler Logistik von Kfz auf Lastenfahrräder |
| 2021 | bb-net Media GmbH | für die Aufbereitung gebrauchter IT Produkte mit niedriger Recyclingquote |
| 2021 | Paten der Nacht | für die Initiative zur Eindämmung der Lichtverschmutzung |
| 2021 | Landesbund für Vogelschutz in Bayern e. V.                                                                               | für das Projekt „Naturschwärmer - generationsübergreifende, digitale Bildung trifft Natur und Nachhaltigkeit“ |
| 2022 | pepper motion GmbH | für ihr Geschäftsmodell „Second Life“ von bestehenden Nutzfahrzeugen mit dem etrofit-Kit, einen Elektroumbausatz für Nutzfahrzeuge                                                                                      |
| 2022 | Kreisgruppe Hof des Bund Naturschutz                                                                                     | für ihr Engagement zum Erhalt der Flussperlmuschel in der Flussperlmuschelaufzuchtstation an der Huschermühle in Regnitzlosau                                                                                           |
| 2022 | BNE macht Schule – Netzwerk Zukunft Passau                                                                               | für die Leistungen zur Bildung für nachhaltige Entwicklung |
| 2023 | TE Connectivity Germany GmbH, Dinkelsbühl                                                                                | für abwasserfreie Galvanik |
| 2023 | Bayerischer Landesbund für Vogel- und Naturschutz e.V. und Bayerischer Industrieverband Baustoffe, Steine und Erden e.V. | für das Management von Lebensräumen FFH-relevanter Amphibienarten in Rohstoffgewinnungsstätten |
| 2023 | Lifeguide Region Augsburg e.V.                                                                                           | für langjährigen Einsatz für nachhaltige Entwicklung |
| 2024 | Flussparadies Franken e.V., Bamberg                                                                                      | für Konzeption und Organisation des „Main FlussFilmFests“ und des „Wassermonats Bayreuth“ |
| 2024 | Gemeinde Baar (Schwaben)                                                                                                 | für das Engagement zur Wiederbelebung des Baches „Kleine Paar“ |